# Vörstetten
Vörstetten è un comune tedesco di 2 851 abitanti, situato nel land del Baden-Württemberg.